# Ган Клаб Естејтс (Флорида)
Ган Клаб Естејтс (енгл. Gun Club Estates) насељено је место без административног статуса у америчкој савезној држави Флорида.

## Демографија
По попису из 2010. године број становника је 776, што је 65 (9,1%) становника више него 2000. године.
| Група             | 2000.       | 2010.       |
| Белци             | 397 (55,8%) | 230 (29,6%) |
| Афроамериканци    | 16 (2,3%)   | 67 (8,6%)   |
| Азијати           | 1 (0,1%)    | 8 (1,0%)    |
| Хиспаноамериканци | 283 (39,8%) | 486 (62,6%) |
| Укупно            | 711         | 776         |